# Frederik I van Oostenrijk
Frederik I van Oostenrijk bijgenaamd Frederik de Katholieke (circa 1175 - 16 april 1198) was van 1194 tot 1198 hertog van Oostenrijk. Hij behoorde tot het huis Babenberg.

## Levensloop
Frederik was de oudste zoon van hertog Leopold V van Oostenrijk en Helena van Hongarije. In 1192 werd hij door zijn vader tot erfgenaam van Oostenrijk en Stiermarken benoemd, maar na de dood van zijn vader in 1194 werd Frederik I enkel hertog van Oostenrijk. Het hertogdom Stiermarken ging namelijk naar Frederiks jongere broer Leopold VI. Als hertog van Oostenrijk werd Frederik officieel benoemd door bisschop van Passau Wolfger van Erla.
Als hertog van Oostenrijk werd Frederik in 1195 door koning Richard I van Engeland gedwongen om de resterende Engelse kruisvaarders terug te sturen en om het losgeld terug te betalen dat betaald moest worden voor Richards leven. Zijn vader Leopold V had Richard in 1192 namelijk gevangengenomen en in 1193 werd Richard gedwongen om zijn nicht Eleonora van Bretagne aan Frederik uit te huwelijken. Frederik was echter niet in staat om het losgeld terug te betalen. Op voorwaarde dat Frederik de verloving met Eleonora verbrak, liet Richard de tweede eis vallen.
Door het gevangenschap van Richard had het huis Babenberg ten opzichte van de katholieke kerk heel wat prestige verloren. Frederik wou daarom een nieuwe kruistocht organiseren om die prestige te herstellen. Omdat de succesvolle Arabische generaal Saladin in 1193 was overleden, leek het dat die kruistocht een succes zou worden. Op 31 maart 1195 vertrok Frederik met een leger naar de Italiaanse stad Bari om de kruistocht voor te bereiden.
Het zou echter erg lang duren voor de kruistocht effectief van start ging. Keizer Hendrik VI van het Heilig Roomse Rijk deed namelijk een poging om zijn rijk erfelijk te maken. Nadat dit was mislukt, ging de kruistocht in april 1197 van start. De kruistocht verliep tamelijk succesvol, maar nadat Hendrik VI in september 1197 onverwacht stierf, keerden heel wat Duitse prinsen terug naar hun gebieden. Frederik besloot de kruistocht echter verder te zetten.
Frederik werd echter ziek en stierf in april 1198 toen hij op weg was naar de stad Akko. Omdat hij kinderloos was gebleven, volgde zijn broer Leopold VI hem op als hertog van Oostenrijk. Hij werd begraven in de Stift Heiligenkreuz.